# Astragalus olchonensis
Astragalus olchonensis är en ärtväxtart som beskrevs av Nikolai Fedorovich Gontscharow. Astragalus olchonensis ingår i släktet vedlar, och familjen ärtväxter. Inga underarter finns listade i Catalogue of Life.